# Dmitri Lapkes
Dmitri Moiseyevich Lapkes –en bielorruso, Дмитрий Моисеевич Лапкес– (Minsk, 4 de junio de 1976) es un deportista bielorruso que compitió en esgrima, especialista en la modalidad de sable.
Ganó una medalla de plata en el Campeonato Mundial de Esgrima de 2011 y dos medallas en el Campeonato Europeo de Esgrima, plata en 2007 y bronce en 2008.
Participó en cuatro Juegos Olímpicos de Verano, entre los años 2000 y 2012, ocupando el cuarto lugar en Atenas 2004 (prueba individual), el quinto en Pekín 2008 (equipos) y el séptimo en Londres 2012 (equipos).

## Palmarés internacional
| Campeonato Mundial | Campeonato Mundial | Campeonato Mundial | Campeonato Mundial |
| Año                | Lugar              | Medalla            | Prueba             |
| ------------------ | ------------------ | ------------------ | ------------------ |
| 2011               | Catania (Italia)   | Medalla de plata   | Sable por equipos  |
| Campeonato Europeo |                    |                    |                    |
| Año                | Lugar              | Medalla            | Prueba             |
| 2007               | Gante (Bélgica)    | Medalla de plata   | Sable por equipos  |
| 2008               | Kiev (Ucrania)     | Medalla de bronce  | Sable por equipos  |